# Arca zebra

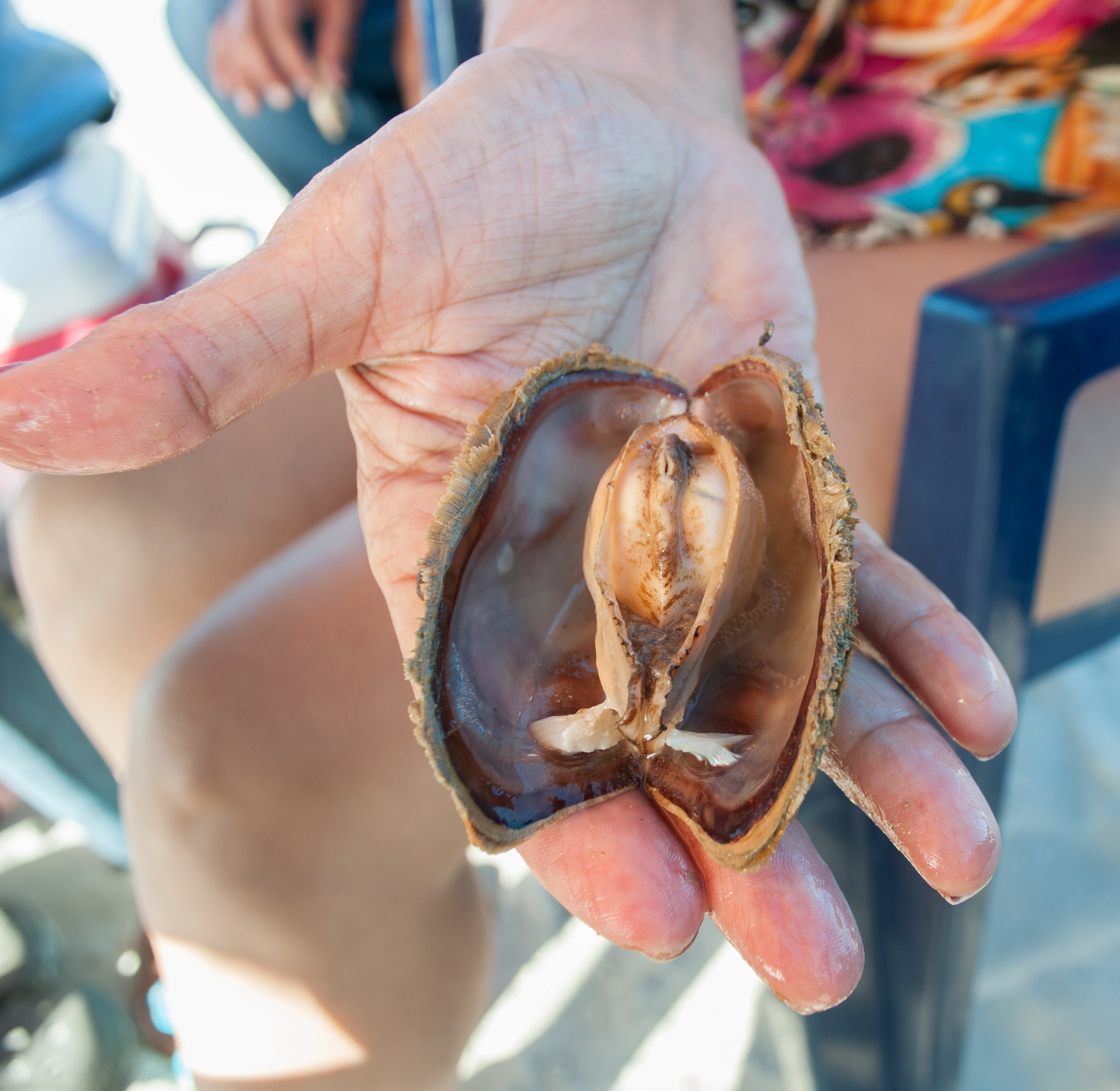
Isola Margarita (Venezuela): Arca zebra

Arca zebra (Swainson, 1833) è un mollusco bivalve appartenente alla famiglia Arcidae.

## Descrizione
Conchiglia con le valve identiche, quadrangolari, la parte interna liscia.
